# Krasnyj Oktjabr' (Oblast' di Kurgan)
Krasnyj Oktjabr' (in russo Красный Октябрь?) è un insediamento operaio della Russia situato nel rajon Kargapol'skij dell'oblast' di Kurgan.
Si trova 61 km a nord-ovest di Kurgan.